# Oczko Marzanny

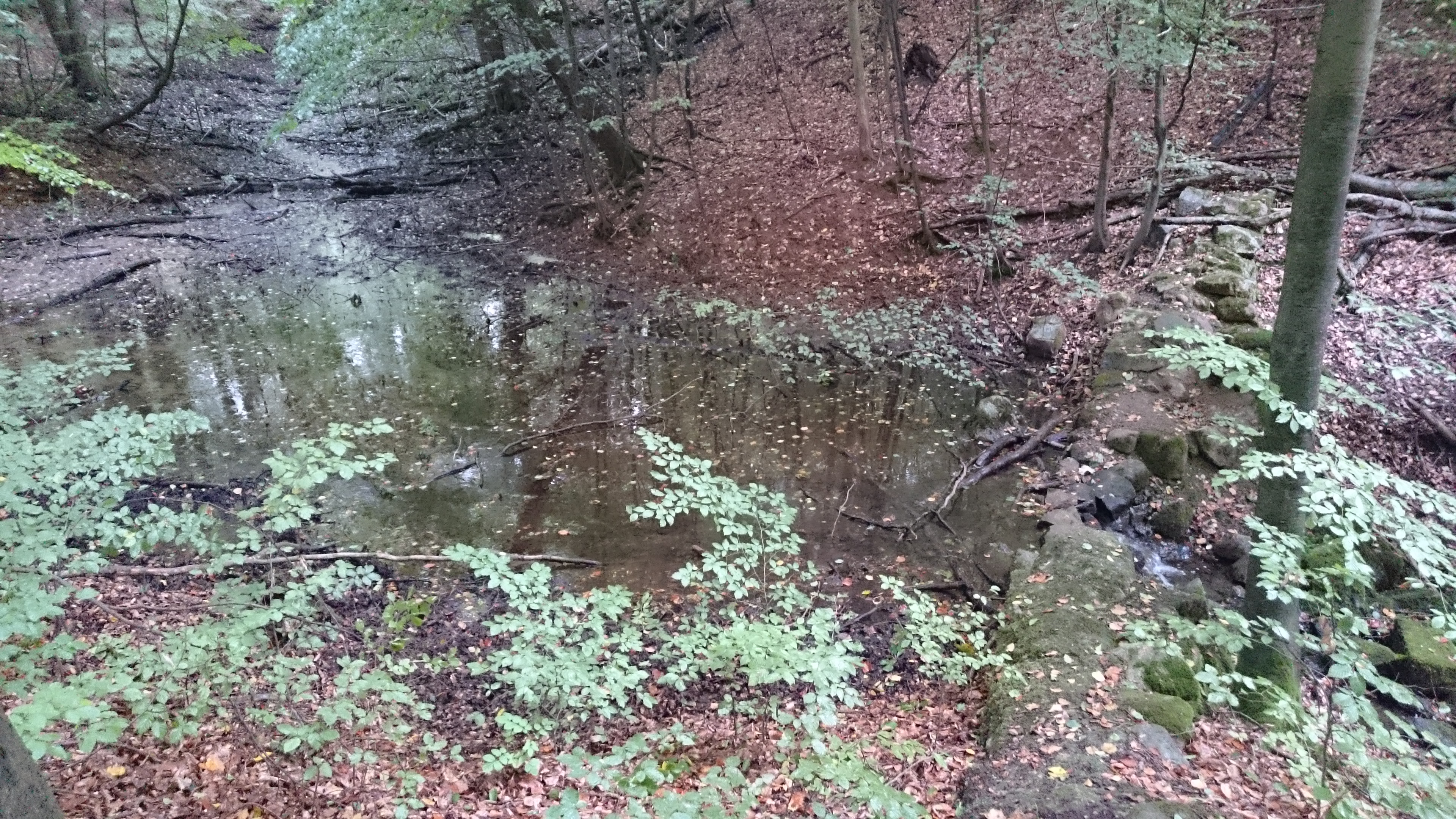
Oczko Marzanny od strony Drogi Chojnowskiej

Oczko Marzanny (niem. Luisen Teich, Neunspringbach Quelle) – źródło Chojnówki, sztucznie zbudowany zbiornik położony w południowej części Pobrzeża Szczecińskiego, w Puszczy Bukowej, w województwie zachodniopomorskim, w powiecie gryfińskim, w gminie Stare Czarnowo.
Jest to mały stawek utworzony przez spiętrzenie wody źródła Chojnówki. W 1899 Oczko Marzanny zostało obudowane kamieniami. Leży w północno-wschodnim krańcu Doliny Marzanny, po zachodniej stronie Drogi Chojnowskiej, 0,8 km na północ od Przełęczy Trzech Braci. 
Po wschodniej stronie, Drogą Chojnowską prowadzi znakowany zielony turystyczny Szlak Woja Żelisława.